# Tchécoslovaquie aux Jeux olympiques d'hiver de 1980
L'équipe olympique de Tchécoslovaquie  a participé  aux Jeux olympiques d'hiver de 1980 à Lake Placid aux États-Unis. Elle prit part aux Jeux olympiques d'hiver pour la treizième fois de son histoire et son équipe formée de quarante et un athlètes remporta une médaille de bronze ; celle de Květa Jeriová au Ski de fond.
| Sport                  | Discipline       | Athlète(s)    | Date       |
| Médaille de Bronze : 1 |                  |               |            |
| Ski de fond            | 5 km classique F | Květa Jeriová | 15 février |